# Kóma (film, 1978)
A Kóma (eredeti cím: Coma) 1978-ban bemutatott amerikai filmthriller, melyet Michael Crichton írt és rendezett. A film alapjául Robin Cook azonos című regénye szolgált.

## Cselekmény
Egy fiatal medikának, Susan Wheelernek, (Geneviève Bujold), a Boston Memorial kórháznál feltűnik, hogy egyszerű műtétek során a fiatal pácienseknél komplikációk lépnek fel: kómába esnek.
A kómába esett betegeket olyan intézetbe szállítják, ahol gondjukat tudják viselni. A doktornő szörnyű összeesküvést sejt.

## Szereposztás
| Szerep             | Színész          | Magyar hangja (1. szinkron, 1981) |
| ------------------ | ---------------- | --------------------------------- |
| Dr. Susan Wheeler  | Geneviève Bujold | Kovács Nóra                       |
| Dr. Mark Bellows   | Michael Douglas  | Benkő Péter                       |
| Mrs. Emerson       | Elizabeth Ashley | Bodnár Erika                      |
| Dr. George         | Rip Torn         | Mécs Károly                       |
| Dr. Harris         | Richard Widmark  | Avar István                       |
| Nancy Greenly      | Lois Chiles      | Bánsági Ildikó                    |
| Dr. Morelind       | Hari Rhodes      | Gálvölgyi János                   |
| Ápolónővér         | Betty McGuire    | ?                                 |
| Sean Murphy        | Tom Selleck      | ?                                 |
| Patológus rezidens | Ed Harris        | Somogyvári Pál                    |
| Vince, bérgyilkos  | Lance LeGault    | Perlaki István                    |